# Шунтук
Шунтук — хутор в Майкопском муниципальном районе Республики Адыгея России.
Входит в состав Тимирязевского сельского поселения.

## История
Хутор Шунтук основан в 1867 году. В переводе с адыгейского название значит «мокрый. болотистый тупик». До середины века XIX века в междуречье рек Курджипса и Белой от станицы Дагестанской до укрепления Майкоп жило племя мамхеговцев, которое являлось одной из адыгских этнических групп. Как и другие адыги, мамхеговцы были оседлыми земледельцами, возделывали основные зерновые культуры, занимались овцеводством, огородничеством.
На берегу реки Шунтук были найдены плиты с арабскими письменами, остатки золотоплавильных печей, где в средние века изготовляли различные украшения. Заселение правого берега р. Кубань и Причерноморья запорожскими казаками и русскими вызвало активные миграционные процессы в адыгском обществе. Затронули они естественно мамхеговцев.
Завершение Кавказской войны сопровождалось насильственным переселением их в Османскую империю. Оставшиеся несколько сот человек приняли российское подданство и осели в Закубанье. Мамхеговцы, жившие в этой местности, оставили после себя след в виде лесосадов, которые сохранялись вплоть до 30-х годов XX века.
Поселение заселялось очень медленно. К 1905 году в хуторе насчитывалось около 12 семей. Земля принадлежала казачьим обществам, которые свою землю неохотно давали в аренду иногородним. Поселенцы и приезжающие к ним рабочие занимались лесным промыслом. Велась борьба за осушку местности: вырубались леса, кустарники, рылись каналы и арыки. Это дало возможность сеять пшеницу и другие зерновые культуры.
К 1918 году в хуторе насчитывалось несколько десятков семей. Во время гражданской войны в этих местах действовал белогвардейский генерал Хвостиков.
С 1928 года через хутор Шунтук начали строить железную дорогу.
28 марта 1930 года организуется опытная станция ВИР. На первых порах научных сотрулников и рабочих устраивали в домах жителей хутора. Потом приступили к строительству поселка Майкопского отделения ВИРа. Место для строительства было выбрано в живописной местности на южном склоне долины Шунтук, в 3-х километрах от железной дороги (ныне п. Садовый), т.н. Первый участок.
Со временем опытная станция расширяла свою деятельность. Территории станции значительно сместились к северу. Нужно было новое место для центра станции. Этим местом стал участок, расположенный рядом с железнодорожным постом Шунтук. Здесь на пустом участке развернулось строительство Второго участка (ныне п. Подгорный) — нового центра станции.
В Шунтуке был организован колхоз имени С. М. Буденного, позже получивший название «Верный путь». Неоценимую помощь в строительстве школы, которая была построена в 1937 году, которая сохранилась до наших дней, оказала опытная станция ВИР. Первый и Второй участки строились вновь организованной станцией, третий был передан в 1933 году трестом «Союзсеменовод».
Из-за войны прервалась плодотворная научно-исследовательская деятельность станции ВИР. После освобождения Майкопского района потребовалась большая работа по восстановлению разрушенного хозяйства.  В 1946 году на станцию ВИР был переведен А. И. Мальцев, ближайший соратник академика Н. И. Вавилова.

## Население
| 2002 | 2010 | 2013 | 2014 | 2015 | 2016 | 2017 |
| ---- | ---- | ---- | ---- | ---- | ---- | ---- |
| 851  | ↘850 | ↗861 | ↗888 | ↗907 | ↗921 | ↗932 |
| 2018 | 2019 | 2020 | 2021 | 2023 | 2024 |      |
| ↘919 | ↗940 | ↗968 | ↘832 | ↘822 | ↘809 |      |

По данным Всероссийской переписи населения 2021 года:
| Народ               | Численность, чел. | Доля от всего населения, % |
| ------------------- | ----------------- | -------------------------- |
| русские             | 706               | 84,86 %                    |
| армяне              | 65                | 7,81 %                     |
| другие / не указано | 61                | 7,33 %                     |
| всего               | 832               | 100,0 %                    |

## Улицы
| - 40 лет Октября, - Герцена, - Грибоедова, - Дзержинского, - Дружбы, - Заречная, - Мичурина, | - Павлова, - Полевая, - Свердлова, - Чернышевского, - Шевченко, - Школьный переулок, - Шоссейная. |